# لیتل هالتون
لیتل هالتون (به انگلیسی: Little Hulton) یک روستا و شهرک در بریتانیا است که در سالفورد واقع شده‌است. لیتل هالتون ۱۳٬۴۶۹ نفر جمعیت دارد.